# 尤寧敦 (阿肯色州)
尤寧敦（英語：Uniontown）是位於美國阿肯色州克勞福德縣的一個非建制地區。該地的面積和人口皆未知。面积5,280平方公里。共有人口24,530人。

## 地理
尤寧敦的座標為35°35′04″N 94°26′39″W / 35.58444°N 94.44417°W，而該地的平均海拔高度為264米（即866英尺）。